# Els Wuyts
Els Wuyts (Oudenaarde, 1976) is een Belgische curator. Ze organiseert tentoonstellingen van hedendaagse beeldende kunst en verzorgt hierover lezingen en publicaties.

## Biografie
Els Wuyts verhuisde als peuter met haar ouders van Brakel naar Deurle bij Sint-Martens-Latem. Samen met haar jongere broer en zus beleefde ze haar kindertijd in dit Leiedorp. Na de secundaire school in Gent studeerde ze in 1999 af als licentiaat (sinds 2003 master) in de kunstwetenschappen / optie plastische kunsten aan de Universiteit Gent. Haar licentieproefschrift wijdde ze aan de keramiekkunstenaar Tjok Dessauvage: “Momenten van Stilte. Eigenzinnige potstructuren van Tjok Dessauvage” (promotor prof. dr. Claire Van Damme).
Haar beroepsloopbaan startte in augustus 1999 in het Kunstencentrum Limelight Kortrijk (1999 – 2000). Daarna ging ze als publieksmedewerkster aan de slag in het Gentse volkskundemuseum Huis van Alijn (juni 2000 – november 2005) en daarna tot oktober 2006 in Kunsthalle Lophem in Loppem. Ze verhuisde in dat jaar naar Oostende. In het voorjaar van 2008 trad Wuyts in dienst van het Stedelijk Museum voor Actuele Kunst (S.M.A.K.) in Gent waar ze als publieksmedewerkster onder de vleugels van artistiek directeur Philippe Van Cauteren werkte.
Van juli 2014 tot november 2015 was ze projectcoördinator in het team voor Beaufort ‘Buiten de Grenzen’, de vijfde editie van het driejaarlijks kunstproject van de provincie West-Vlaanderen langs de zeedijken, stranden en duinen van de Belgische kust. Daarna werd Wuyts aangeworven als diensthoofd Cultuur & Erfgoed in Koksijde waar ze onder andere verantwoordelijk was voor de programmatie van het nieuwe Kunstencentrum Ten Bogaerde.
Een nieuwe wending in haar loopbaan kwam in augustus 2016 met haar aanwerving als medewerker van de Triënnale Brugge, de driejaarlijkse tentoonstelling van hedendaagse beeldende kunst in de historische stadskern van Brugge. Aansluitend volgde haar benoeming einde 2022 tot curator van Beaufort 2024, de achtste editie van het driejaarlijks kunstproject georganiseerd door Westtoer en de provincie West-Vlaanderen in samenwerking met de kustgemeenten.
Tevens werd ze benoemd tot interim algemeen coördinator van het Hoger Instituut voor Schone Kunsten (HISK) in Gent voor het jaar 2023.
Naast haar professionele opdrachten beheert ze samen met haar partner, de Oostendse kunstenaar Yves Velter, sinds 2007 het initiatief Salon Blanc in hun huis in Oostende.Hier nodigen ze kunstenaars uit om hun werk in een ongedwongen huiselijke setting te presenteren. Het zijn eendaagse tentoonstellingen van kunstenaars zoals Renato Nicolodi, Reniere & Depla, Lieven Decabooter, Karin Hanssen, Elke Andreas Boon, Joris Ghekiere, Nadia Naveau, Ronald Ophuis en tientallen anderen.
Els Wuyts is ook sinds 2008 stichtend lid en voorzitter van vzw BILDNIS, een onafhankelijk platform voor kunstliefhebbers om kennis en ervaringen omtrent hedendaagse kunst met elkaar uit te wisselen, onder andere door gesprekken met en bezoeken aan ateliers van kunstenaars. Einde december 2023 stopte de werking van vzw BILDNIS.

## Beknopte bibliografie
- Bezoeker gebruikt museum in Rekto Verso, tijdschrift voor cultuur en kunstkritiek, 10 april 2015.
- Gloire du passé et vitalité de la jeunesse Ostende. L’ histoire d’ une ville in Septentrion Rekkem, 3 juni 2016.
- Beeld van de stad. Langs hedendaagse kunst en architectuur in Brugge, co-auteur, uitgave Borgerhoff & Lamberigts, Gent 2020.
- Salon blanc 2007 – 2022 , een tijdsdocument, uitgave Die Keure Brugge 2022.
- Bildnis, forum voor kunst (2013-2023), coördinatie en druk Bruno Devos, 2024.